# Fußballclub Carl Zeiss Jena 2013-2014
Questa voce raccoglie le informazioni riguardanti il Fußballclub Carl Zeiss Jena nelle competizioni ufficiali della stagione 2013-2014.

## Stagione
Nella stagione 2013-2014 il Carl Zeiss Jena, allenato da Petrik Sander, Marco Kämpfe, Andreas Zimmermann e Lothar Kurbjuweit, concluse il campionato di Regionalliga nordest al 3º posto.

## Rosa
| N. |                     | Ruolo | Calciatore              |
| -- | ------------------- | ----- | ----------------------- |
| 1  | Germania (bandiera) | P     | Stefan Schmidt          |
| 2  | Germania (bandiera) | D     | Florian Giebel          |
| 3  | Serbia (bandiera)   | D     | Filip Krstić            |
| 4  | Germania (bandiera) | C     | Marc Andris             |
| 5  | Germania (bandiera) | D     | Marius Grösch           |
| 7  | Germania (bandiera) | A     | Andis Shala             |
| 8  | Germania (bandiera) | C     | Matthias Peßolat        |
| 9  | Germania (bandiera) | D     | Patrick Milchraum       |
| 11 | Germania (bandiera) | C     | Tino Schmidt            |
| 12 | Germania (bandiera) | P     | Niklas Wollert          |
| 13 | Germania (bandiera) | D     | Hendrik Matschiner      |
| 15 | Germania (bandiera) | D     | Marco Riemer            |
| 16 | Germania (bandiera) | C     | Yves Brinkmann          |
| 17 | Germania (bandiera) | A     | Marc-Philipp Zimmermann |
| 19 | Germania (bandiera) | C     | Tom Geißler             |

| N. |                     | Ruolo | Calciatore         |
| -- | ------------------- | ----- | ------------------ |
| 20 | Germania (bandiera) | C     | Marcel Schlosser   |
| 21 | Germania (bandiera) | A     | Mathis Böhler      |
| 23 | Germania (bandiera) | A     | Junior Torunarigha |
| 24 | Germania (bandiera) | D     | Justin Gerlach     |
| 25 | Germania (bandiera) | P     | Jakob Pieles       |
| 26 | Germania (bandiera) | C     | Gramoz Kurtaj      |
| 26 | Germania (bandiera) | A     | Sebastian Fries    |
| 27 | Germania (bandiera) | A     | Maxim Banaskiewicz |
| 28 | Germania (bandiera) | C     | Sören Eismann      |
| 29 | Germania (bandiera) | D     | Fabian Scheffer    |
| 30 | Germania (bandiera) | P     | Tino Berbig        |
|    | Germania (bandiera) | D     | Andreas Löser      |
|    | Germania (bandiera) | C     | Dominik Bock       |
|    | Germania (bandiera) | C     | Fabian Raithel     |

## Organigramma societario
Area tecnica
- Allenatore: Lothar Kurbjuweit
- Allenatore in seconda: Thomas Hoßmang
- Preparatore dei portieri: Daniel Kraus
- Preparatori atletici:
- Analisi video:

## Calciomercato

### Sessione estiva
| Acquisti | Acquisti                | Acquisti            | Acquisti |
| R.       | Nome                    | da                  | Modalità |
| -------- | ----------------------- | ------------------- | -------- |
| A        | Junior Torunarigha      | Neustrelitz         |          |
| C        | Sören Eismann           | Hallescher          |          |
| D        | Justin Gerlach          | Berliner AK 07      |          |
| D        | Filip Krstić            | Berliner AK 07      |          |
| C        | Gramoz Kurtaj           | Neustrelitz         |          |
| D        | Hendrik Matschiner      | Carl Zeiss Jena U19 |          |
| P        | Jakob Pieles            | Carl Zeiss Jena U19 |          |
| P        | Niklas Wollert          | Carl Zeiss Jena U19 |          |
| A        | Marc-Philipp Zimmermann | Plauen              |          |

| Cessioni | Cessioni          | Cessioni          | Cessioni |
| R.       | Nome              | a                 | Modalità |
| -------- | ----------------- | ----------------- | -------- |
| C        | Sebastian Alles   | Hünfelder SV      |          |
| A        | Daniel Barth      | RB Lipsia II      |          |
| P        | Steven Braunsdorf | Lokomotive Lipsia |          |
| C        | Jakob Schneider   | Southern United   |          |
| C        | Dennis Schulte    | Kickers Offenbach |          |
| P        | Patrick Siefkes   | Wacker Nordhausen |          |
| D        | Justus Six        | FSV Martinroda    |          |
| C        | Przemysław Trytko | Korona Kielce     |          |
| D        | Ronald Wolf       | BFC Dynamo        |          |

### Sessione invernale
| Acquisti | Acquisti          | Acquisti          | Acquisti |
| R.       | Nome              | da                | Modalità |
| -------- | ----------------- | ----------------- | -------- |
| D        | Patrick Milchraum | Kickers Stoccarda |          |
| D        | Fabian Scheffer   | Paderborn         |          |

| Cessioni | Cessioni | Cessioni | Cessioni |
| R.       | Nome     | a        | Modalità |
| -------- | -------- | -------- | -------- |

## Risultati

### Regionalliga

#### Girone di andata
| Arbitro: | Wessel |

|               |           |            |
| Međedović 45’ | Marcatori | 83’ Riemer |

| Arbitro: | Schwermer |

|                                                  |           |                |
| Schmidt 50’ Shala 53’ Kurtaj 80’ Torunarigha 89’ | Marcatori | 83’, 88’ Girth |

| Arbitro: | Burda |

|                       |           |                           |
| El-Zein 77’ Beneš 86’ | Marcatori | 35’ Gerlach 53’ Schlosser |

| Arbitro: | Herde |

|             |           |                    |
| Peßolat 10’ | Marcatori | 77’ (rig.) Ergirdi |

| Arbitro: | Albert |

|                    |           |  |
| Beck 66’ Fuchs 80’ | Marcatori |  |

| Arbitro: | Klemm |

|                              |           |  |
| Zimmermann 28’ Schlosser 53’ | Marcatori |  |

| Arbitro: | Wessel |

|  |           |           |
|  | Marcatori | 61’ Shala |

| Arbitro: | Hösel |

|                        |           |            |
| Schmidt 14’ Grösch 87’ | Marcatori | 73’ Engler |

| Arbitro: | Pawlowski |

|  |           |                                                           |
|  | Marcatori | 9’ Schmidt 49’ Peßolat 56’ Brinkmann 87’ (rig.) Schlosser |

| Arbitro: | Koslowski |

|           |           |             |
| Shala 40’ | Marcatori | 35’ Werneke |

| Arbitro: | Gaunitz |

|                |           |                         |
| Soltanpour 30’ | Marcatori | 17’ Peßolat 72’ Geißler |

| Arbitro: | Wessel |

|                         |           |  |
| Peßolat 18’ Gerlach 81’ | Marcatori |  |

| Arbitro: | Stolz |

|                                         |           |                                        |
| Oschkenat 45’ Hollwitz 59’ Wedemann 62’ | Marcatori | 38’ Shala 71’ Banaskiewicz 89’ Peßolat |

| Arbitro: | Albert |

|  |           |                               |
|  | Marcatori | 2’ Banaskiewicz 11’ Schlosser |

| Arbitro: | Pawlowski |

|                       |           |                          |
| Banaskiewicz 63’, 86’ | Marcatori | 45’ Delvalle 90’ Uslucan |

#### Girone di ritorno
| Arbitro: | Klemm |

|                                    |           |              |
| Banaskiewicz 8’, 90’ Schlosser 63’ | Marcatori | 9’ Mandiangu |

| Arbitro: | Schwermer |

|             |           |               |
| Thönelt 70’ | Marcatori | 54’ Schlosser |

| Arbitro: | Albert |

|                 |           |                 |
| Torunarigha 47’ | Marcatori | 2’, 73’ El-Zein |

| Arbitro: | Hösel |

|              |           |                       |
| Kruschke 59’ | Marcatori | 29’, 42’ Banaskiewicz |

| Arbitro: | Koslowski |

|             |           |                                               |
| Schmidt 10’ | Marcatori | 6’ (rig.) Hammann 33’, 75’ Beck 63’ Viteritti |

| Arbitro: | Bärmann |

|                                          |           |            |
| Rockenbach 80’ (rig.) Andrich 90’ (rig.) | Marcatori | 15’ Grösch |

| Arbitro: | Burda |

|                      |           |  |
| Peßolat 60’ Bock 67’ | Marcatori |  |

| Arbitro: | Stolz |

|  |           |                                                  |
|  | Marcatori | 10’ Schlosser 55’ Bock 75’ Shala 82’ Torunarigha |

| Arbitro: | Schmickartz |

|  |           |             |
|  | Marcatori | 57’ Jedinak |

| Arbitro: | Schwermer |

|                     |           |                 |
| Frick 17’ Göbel 21’ | Marcatori | 75’ (aut.) Paul |

| Arbitro: | Rosenkranz |

|                                              |           |  |
| Brinkmann 44’ Schmidt 45’ (rig.) Eismann 58’ | Marcatori |  |

| Arbitro: | Burda |

|           |           |                                  |
| Seitz 90’ | Marcatori | 41’ (rig.) Schmidt 80’ Milchraum |

| Arbitro: | Becker |

|                    |           |                                        |
| Schmidt 52’ (rig.) | Marcatori | 29’ Wedemann 57’ Hollwitz 75’ Oschmann |

| Arbitro: | Kutscher |

|                         |           |             |
| Bock 53’ Zimmermann 89’ | Marcatori | 49’ Rudolph |

| Arbitro: | Becker |

|                                              |           |               |
| Kapan 51’ Cankaya 63’ Grüneberg 67’ Huke 85’ | Marcatori | 81’ Milchraum |

## Statistiche

### Statistiche di squadra
| Competizione         | Punti | In casa | In casa | In casa | In casa | In casa | In casa | In trasferta | In trasferta | In trasferta | In trasferta | In trasferta | In trasferta | Totale | Totale | Totale | Totale | Totale | Totale | DR  |
| Competizione         | Punti | G       | V       | N       | P       | Gf      | Gs      | G            | V            | N            | P            | Gf           | Gs           | G      | V      | N      | P      | Gf     | Gs     | DR  |
| -------------------- | ----- | ------- | ------- | ------- | ------- | ------- | ------- | ------------ | ------------ | ------------ | ------------ | ------------ | ------------ | ------ | ------ | ------ | ------ | ------ | ------ | --- |
| Regionalliga nordest | 52    | 15      | 8       | 3       | 4       | 27      | 19      | 15           | 7            | 4            | 4            | 27           | 20           | 30     | 15     | 7      | 8      | 54     | 39     | +15 |
| Totale               | 52    | 15      | 8       | 3       | 4       | 27      | 19      | 15           | 7            | 4            | 4            | 27           | 20           | 30     | 15     | 7      | 8      | 54     | 39     | +15 |

### Andamento in campionato
| Giornata  | 1 | 2 | 3 | 4 | 5 | 6 | 7 | 8 | 9 | 10 | 11 | 12 | 13 | 14 | 15 | 16 | 17 | 18 | 19 | 20 | 21 | 22 | 23 | 24 | 25 | 26 | 27 | 28 | 29 | 30 |
| --------- | - | - | - | - | - | - | - | - | - | -- | -- | -- | -- | -- | -- | -- | -- | -- | -- | -- | -- | -- | -- | -- | -- | -- | -- | -- | -- | -- |
| Luogo     | T | C | T | C | T | C | T | C | T | C  | T  | C  | T  | T  | C  | C  | T  | C  | T  | C  | T  | C  | T  | C  | T  | C  | T  | C  | C  | T  |
| Risultato | N | V | N | N | P | V | V | V | V | N  | V  | V  | N  | V  | N  | V  | N  | P  | V  | P  | P  | V  | V  | P  | P  | V  | V  | P  | V  | P  |
| Posizione | 6 | 4 | 6 | 7 | 9 | 8 | 6 | 5 | 4 | 4  | 4  | 4  | 4  | 3  | 3  | 3  | 3  | 3  | 3  | 3  | 4  | 3  | 3  | 4  | 4  | 4  | 3  | 4  | 3  | 3  |

Legenda:

Luogo: C = Casa; T = Trasferta. Risultato: V = Vittoria; N = Pareggio; P = Sconfitta.

### Statistiche dei giocatori
| M. Andris       | 6  | 0 | 1 | 0 |
| M. Banaskiewicz | 14 | 8 | 3 | 0 |
| T. Berbig       | 28 | 0 | 3 | 0 |
| D. Bock         | 7  | 3 | 0 | 0 |
| Y. Brinkmann    | 13 | 2 | 3 | 0 |
| M. Böhler       | 1  | 0 | 0 | 0 |
| S. Eismann      | 15 | 1 | 7 | 0 |
| S. Fries        | 20 | 0 | 0 | 0 |
| T. Geißler      | 19 | 1 | 4 | 0 |
| J. Gerlach      | 30 | 2 | 1 | 0 |
| F. Giebel       | 10 | 0 | 0 | 0 |
| M. Grösch       | 23 | 2 | 4 | 0 |
| F. Krstić       | 21 | 0 | 3 | 0 |
| G. Kurtaj       | 28 | 1 | 6 | 0 |
| A. Löser        | 2  | 0 | 0 | 0 |
| H. Matschiner   | 0  | 0 | 0 | 0 |
| P. Milchraum    | 12 | 2 | 1 | 0 |
| M. Peßolat      | 26 | 6 | 5 | 1 |
| J. Pieles       | 0  | 0 | 0 | 0 |
| F. Raithel      | 6  | 0 | 0 | 0 |
| M. Riemer       | 16 | 1 | 1 | 0 |
| F. Scheffer     | 4  | 0 | 0 | 0 |
| M. Schlosser    | 30 | 7 | 3 | 0 |
| S. Schmidt      | 2  | 0 | 0 | 0 |
| T. Schmidt      | 29 | 7 | 3 | 0 |
| A. Shala        | 26 | 5 | 4 | 1 |
| J. Torunarigha  | 13 | 3 | 1 | 1 |
| N. Wollert      | 0  | 0 | 0 | 0 |
| M. Zimmermann   | 17 | 2 | 2 | 0 |